# Kokokro
Kokokro est une localité au centre de la Côte d'Ivoire dans le District des Lacs et appartenant à la région du N'zi. Cette localité rurale est administrativement rattachée au département de Dimbokro.